# Drežnik, Črnomelj
Drežnik este o localitate din comuna Črnomelj, Slovenia, cu o populație de 43 de locuitori.